# 圣富瓦 (阿列日省)
圣富瓦（法語：Sainte-Foi，法語發音：[sɛ̃t fwa]）是法国阿列日省的一个市镇，位于该省东北部，属于帕米耶区。

## 地理
圣富瓦（43°7'45"N, 1°54'53"E）面积2.41 平方千米，位于法国奧克西塔尼大區阿列日省，该省份为法国西南部内陆省份，西部和北部与上加龙省接壤，东临奥德省，东南至东比利牛斯省接壤，南与安道尔和西班牙接壤。
与圣富瓦接壤的市镇（或旧市镇、城区）包括：马勒古德、米尔普瓦、普拉维拉、圣戈代里克。

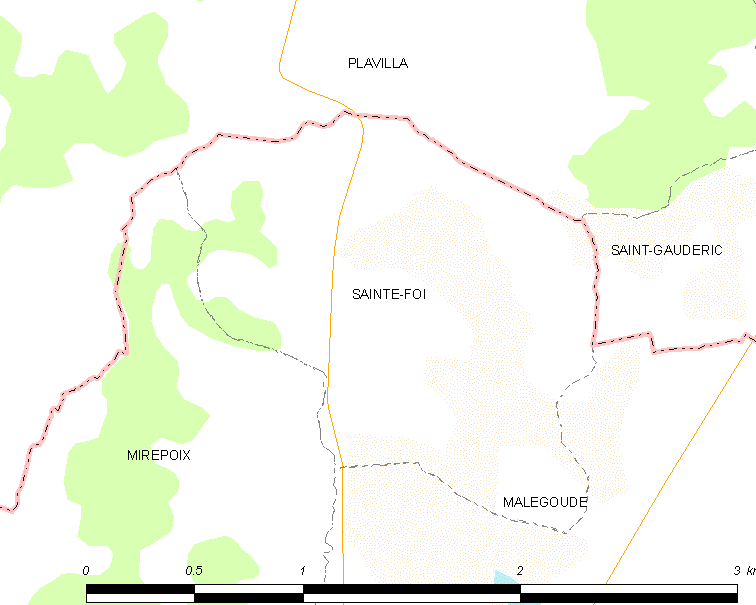
的OSM定位图

圣富瓦的时区为UTC+01:00、UTC+02:00（夏令时）。

## 行政
圣富瓦的邮政编码为09500，INSEE市镇编码为09260。

## 政治
圣富瓦所属的省级选区为米尔普瓦县。

## 人口

1962-2008年间人口变化图示

圣富瓦于2022年1月1日时的人口数量为30人。